# Patrik Kimpel

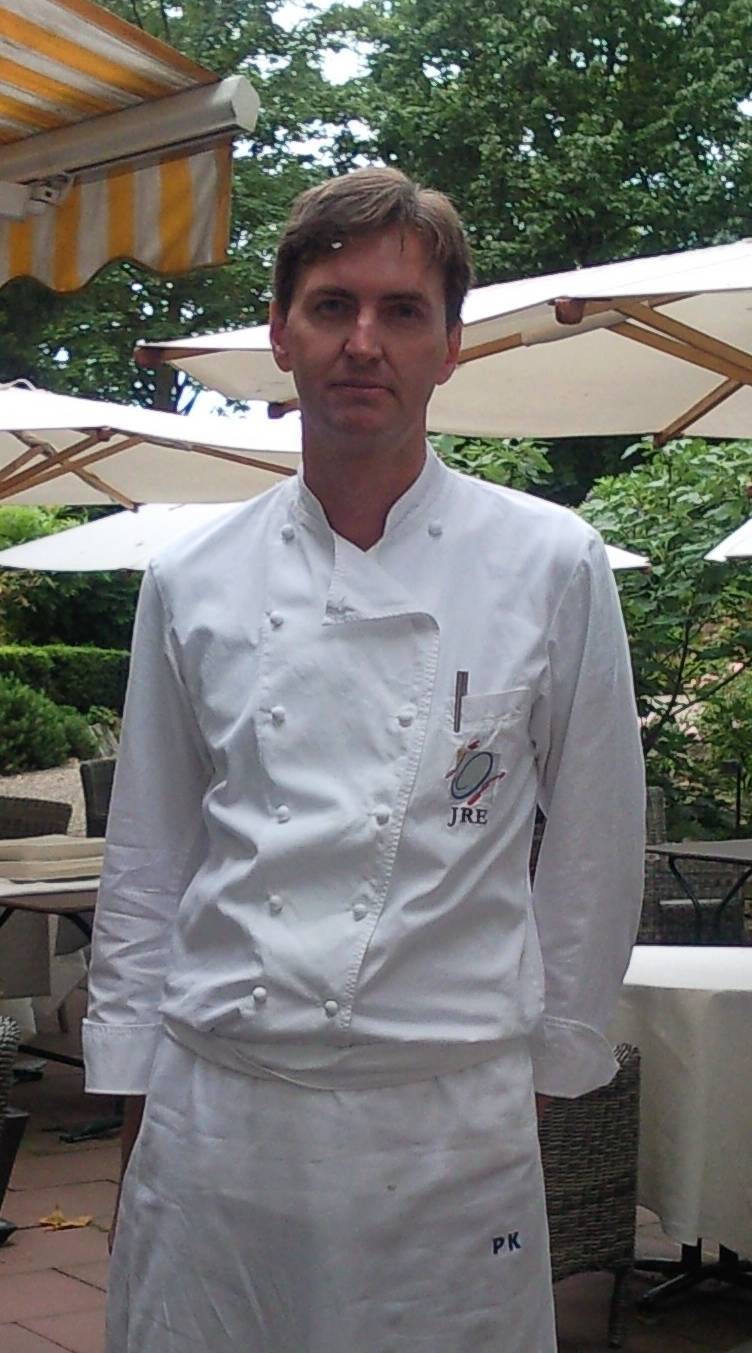
Patrik Kimpel 2012

Patrik Kimpel (* 1967 in Kaub) ist ein deutscher Koch.

## Werdegang
Seine Ausbildung machte Kimpel 1982 bis 1985 in der "Krone" in Assmannshausen. Weitere Stationen waren ab 1986 Lothar Eiermann in Friedrichsruhe, 1987 bis 1988 Hans-Peter Wodarz ("Die Ente vom Lehel") und 1989 bis 1990 Harald Wohlfahrt, Hotel Traube Tonbach. Unter Herbert Langendorf wurde er Souschef wiederum in der "Ente vom Lehel", wo er 1990 bis 1992 kochte.
1993 kam er ins Kronenschlösschen, wo er von 2010 bis 2013 Geschäftsführer und Küchenchef war und mit einem Stern im Guide Michelin ausgezeichnet wurde. 
Von 2010 bis 2012 war er Präsident der "Jeunes Restaurateurs d’Europe" in der Sektion Deutschland.
Im April 2013 wechselte er in die Geschäftsleitung des Hotels Ketschauer Hof in Deidesheim. 
Im April 2014 verließ er das Hotel wieder.
Seit Mitte 2015 ist er Betriebsleiter im Kronenhof in Bad Homburg.

## Auszeichnungen
- 1993: "Aufsteiger des Jahres" im "Der Feinschmecker"
- 2010–2013: Ein Stern im Guide Michelin
- 2010–2013: 16 Punkte im Gault Millau